# Rue Honoré-d'Estienne-d'Orves (Pantin)
Pour les articles homonymes, voir Rue Honoré-d'Estienne-d'Orves.
La rue Honoré-d'Estienne-d'Orves est voie de circulation de Pantin.

## Situation et accès
Cette rue orientée du nord au sud, croise la rue des Grilles et la rue Beaurepaire. Elle est desservie par la station de métro Hoche sur la ligne 5 du métro de Paris.

## Origine du nom

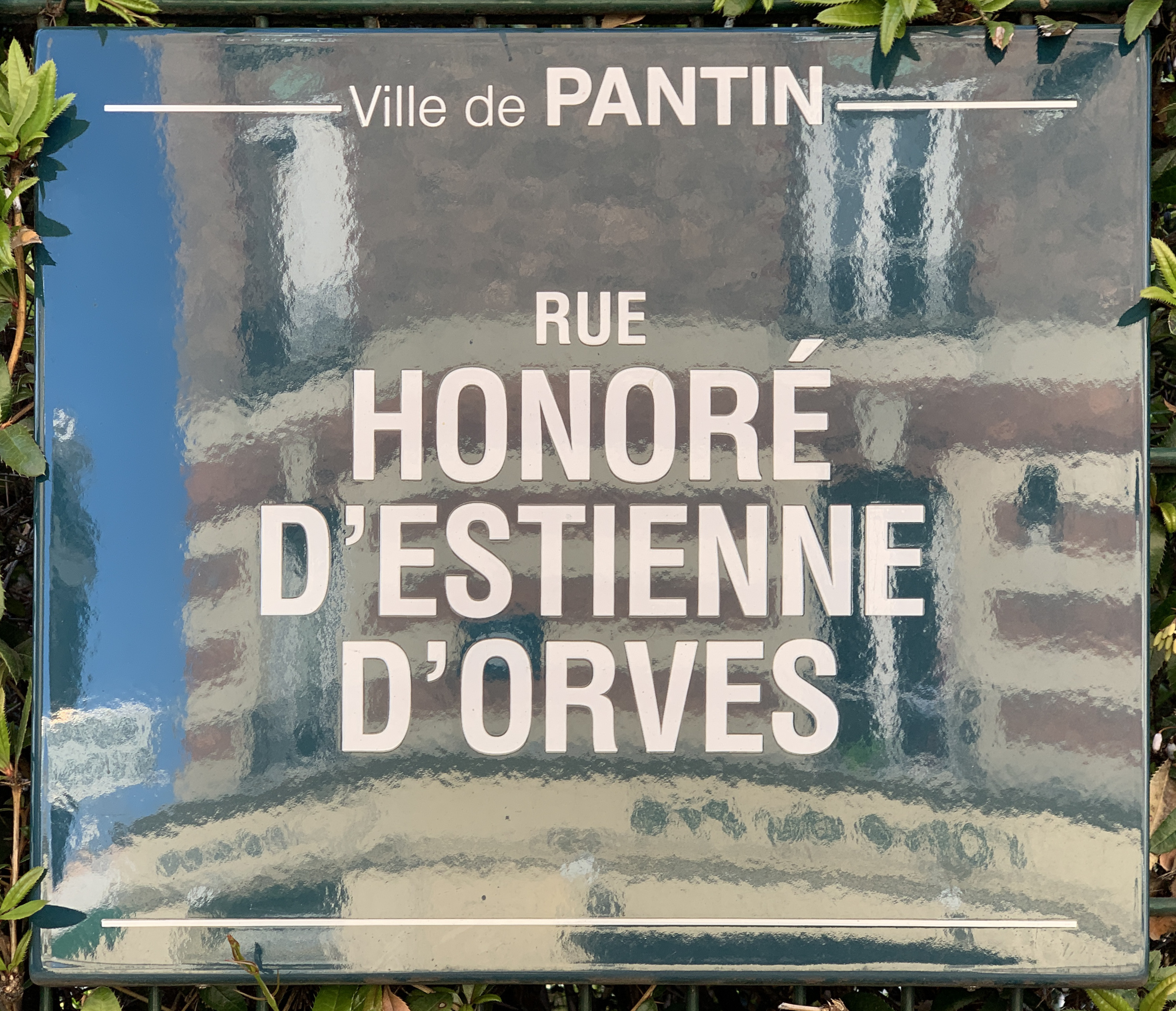
Plaque émaillée Rue Honoré-d'Estienne-d'Orves en avril 2021.

Le 15 octobre 1944, cette rue a été renommée en hommage à Honoré d'Estienne d'Orves, héros de la Seconde Guerre mondiale et martyr de la Résistance.

## Historique

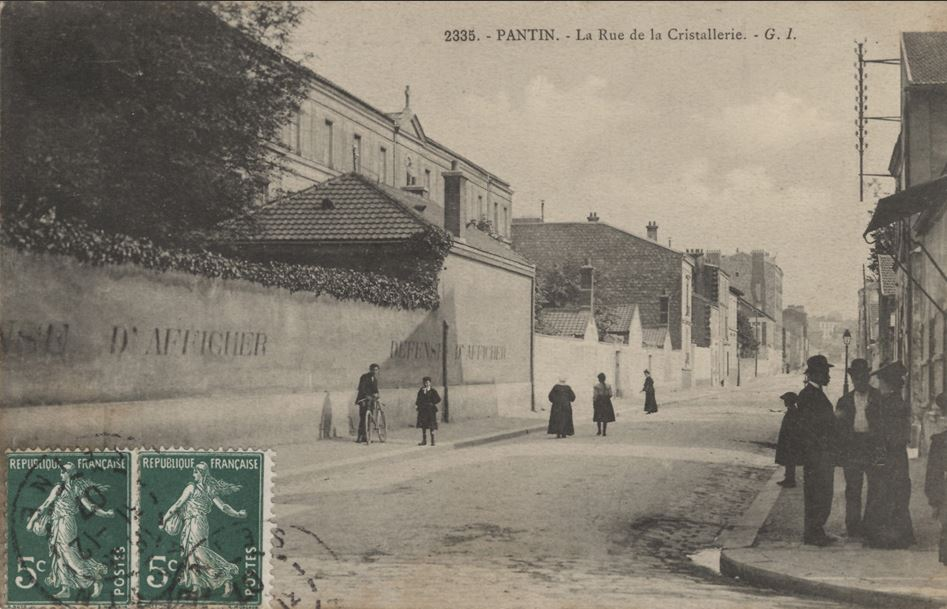
La rue de la Cristallerie en 1907.

Cette voie de communication était autrefois la rue de la Cristallerie, nommée ainsi d'après la Cristallerie de Pantin,  fondée en 1851 par E.S. Monot et transférée en 1855 au 84 rue de Paris.
Elle est classée dans la voirie communale et alignée en 1878, puis prolongée en 1888.
Lors des bombardements de Paris et de sa banlieue durant la Première Guerre mondiale, le 24 mars 1918, un projectile lancé par la Grosse Bertha tombe sur le no 39.

## Bâtiments remarquables et lieux de mémoire
- Collège Irène-et-Frédéric-Joliot-Curie, à l'architecture notable[7].
- Au no 5, se trouvait un terrain agricole qui fut acquis par mademoiselle Roland-Gosselin, de l'Œuvre de Sainte-Geneviève, afin de bâtir une école[8]. L'école des Sœurs de Saint-Vincent-de-Paul et de Sainte-Marie, construite en 1885-1886, scolarisait deux-cents jeunes filles[9]. En 1903, lors de l'expulsion des congrégations, sa réouverture fut refusée par Émile Combes, ministre de l'Intérieur, avec la menace de peines de prison[10]. Elle put néanmoins rouvrir en 1904 et demeura active jusque dans les années 2010.